# Basilisco de Comana
Basilio de Comana (Amasya, siglo III - Comana Pontica, 308) es un santo mártir de la Iglesia católica y de la ortodoxa. Fue sobrino del santo mártir Teodoro de Amasea y fue martirizado durante la persecución de los cristianos llevada a cabo por el emperador romano Galerio.
Nació probablemente en la segunda mitad del siglo III en Amasea, en el centro septentrional de la península de Anatolia del Imperio romano. Juntamente con Eutropio y Kleonikos se dedicaba a propagar los milagros de su tío Teodoro de Amasea, tratando de convertir al cristianismo a los paganos de la región y derribando una estatua de Artemisa. Por este motivo fue apresado por el gobernador romano Asclepiodoto, que mandó crucificar a Eutropio y Kleonikos y envió a prisión a Basilisco. Este recibió una visión de Dios que le anunciaba su auxilio y su muerte por martirio. Basilisco pidió a sus guardias que le dejaran regresar a su casa natal para despedirse de su familia, a lo que estos accedieron, reconociendo en él una vida santa y llena de milagros. Basilisco fue a su casa y anunció su martirio, pidiendo a sus padres que mantuvieran la fe. Al enterarse el gobernador, castigó a los guardias y fue en su búsqueda. Lo encontró de regreso de su casa y lo cargó con cadenas y grilletes, enviándolo a prisión a Comana. En una parada que hicieron sus guardias, le dejaron atado a un árbol mientras comían en una posada del camino. Atormentado por la sed, Basilisco rezó a Dios e hizo brotar una fuente de una roca junto a él. Los guardias, salieron alertados de la posada por el ruido y encontraron el milagro, por lo que le liberaron.
Basilisco se presentó ante el gobernador y éste le quiso obligar a realizar un sacrificio a los dioses romanos a cambio de su vida. Este se negó, diciendo que cada hora de su vida loaba a Dios y que no necesitaba sacrificios. El mito continúa con el castigo de Dios que quema el templo y los ídolos paganos. Finalmente el gobernador, impotente, mandó decapitar al mártir y arrojar su cuerpo al río.
Es celebrado en la iglesia ortodoxa el 16 de marzo y el 4 de junio, y en la católica el 3 de marzo y el 22 de mayo.